# 英國廣播公司阿拉伯語頻道
英國廣播公司阿拉伯語頻道（BBC Arabic Television）是英國廣播公司所製作的一個面向中東觀眾的新聞頻道。

## 外部連結
- 官方网站 （阿拉伯文）